# Episodi di My Little Pony - L'amicizia è magica (quinta stagione)
La quinta stagione della serie d'animazione My Little Pony - L'amicizia è magica (My Little Pony: Friendship Is Magic) è andata onda sul canale statunitense Discovery Family a partire dal 4 aprile 2015. Di fatto in originale, la stagione è stata trasmessa in due metà separate, entrambe formate da tredici episodi. La prima metà della stagione è andata in onda dal 4 aprile all'11 luglio 2015, mentre la seconda metà a partire dal 12 settembre fino al 28 novembre 2015.
La stagione è composta da ventisei episodi, di cui i primi due formano un unico arco narrativo e gli ultimi due ne formano un altro. Entrambe le due storie doppie sono incentrate sul personaggio di Starlight Glimmer, una unicorn pony fautrice dell'egualitarismo totale tra i pony a discapito del talento individuale, che farà di tutto per annientare l'amicizia tra Twilight e le altre cinque, ma che poi si redimerà e verrà perdonata da tutte, entrando a far parte del loro gruppo.
La stagione fu annunciata per la prima volta il 10 gennaio 2014 da Stephen Davis, durante un'intervista con Screen World. Tuttavia, la realizzazione della stagione non fu ufficializzata fino al 7 maggio 2014, quando è stato reso noto che la serie era stata rinnovata per una quinta stagione di 26 episodi. La prima TV della stagione, dapprima programmata per il terzo trimestre del 2014, fu in seguito fissata al 4 aprile 2015.
La messa in onda in italia di questa stagione è iniziata sul canale TV in chiaro Cartoonito del digitale terrestre in modo irregolare, similmente a quanto accaduto per la quarta stagione: a partire dall'8 giugno 2015 fino al 17 giugno sono stati trasmessi i primi otto episodi; gli episodi dal 9 al 13 sono stati trasmessi dal 7 all'11 settembre 2015, gli episodi dal 14 al 22 dal 14 al 24 dicembre 2015 e gli ultimi 4 episodi il 10 gennaio 2016.

## Lista episodi
| Quarta stagione | Sesta stagione |

| Episodio     | Titolo                                | Titolo                              | Prima TV          | Prima TV          |
| # (tot) stag | italiano                              | originale                           | Stati Uniti       | Italia            |
| ------------ | ------------------------------------- | ----------------------------------- | ----------------- | ----------------- |
| (92) 1       | La cutie-mappa - Parte 1              | The Cutie Map - Part 1              | 4 aprile 2015     | 8 giugno 2015     |
| (93) 2       | La cutie-mappa - Parte 2              | The Cutie Map - Part 2              | 4 aprile 2015     | 9 giugno 2015     |
| (94) 3       | Castello dolce castello               | Castle Sweet Castle                 | 11 aprile 2015    | 10 giugno 2015    |
| (95) 4       | L'incubo dei cutie mark               | Bloom & Gloom                       | 18 aprile 2015    | 11 giugno 2015    |
| (96) 5       | Fermiamo l'inverno!                   | Tanks for the Memories              | 25 aprile 2015    | 12 giugno 2015    |
| (97) 6       | Il ricercato numero uno di Appleoosa  | Appleoosa’s Most Wanted             | 2 maggio 2015     | 15 giugno 2015    |
| (98) 7       | Non ti scordar di Discord             | Make New Friends But Keep Discord   | 16 maggio 2015    | 16 giugno 2015    |
| (99) 8       | Il tesoro perduto di Griffonstone     | The Lost Treasure of Griffonstone   | 23 maggio 2015    | 17 giugno 2015    |
| (100) 9      | Matrimonio a Ponyville                | Slice of Life                       | 13 giugno 2015    | 7 settembre 2015  |
| (101) 10     | La "principessa" Spike                | Princess Spike                      | 20 giugno 2015    | 8 settembre 2015  |
| (102) 11     | Una festa difficile                   | Party Pooped                        | 27 giugno 2015    | 9 settembre 2015  |
| (103) 12     | Rimediare agli sbagli                 | Amending Fences                     | 4 luglio 2015     | 10 settembre 2015 |
| (104) 13     | Paura di sognare                      | Do Princesses Dream of Magic Sheep? | 11 luglio 2015    | 11 settembre 2015 |
| (105) 14     | La boutique di Canterlot              | Canterlot Boutique                  | 12 settembre 2015 | 14 dicembre 2015  |
| (106) 15     | Rarity, l'investigatrice              | Rarity Investigates!                | 19 settembre 2015 | 16 dicembre 2015  |
| (107) 16     | Frenesia a Manehattan                 | Made in Manehattan                  | 26 settembre 2015 | 17 dicembre 2015  |
| (108) 17     | Conta su di me                        | Brotherhooves Social                | 3 ottobre 2015    | 18 dicembre 2015  |
| (109) 18     | Le Crusaders del Cutie Mark perduto   | Crusaders of the Lost Mark          | 10 ottobre 2015   | 21 dicembre 2015  |
| (110) 19     | Il segreto di Pinkie Pie              | The One Where Pinkie Pie Knows      | 17 ottobre 2015   | 22 dicembre 2015  |
| (111) 20     | Una grande famiglia                   | Hearthbreakers                      | 24 ottobre 2015   | 23 dicembre 2015  |
| (112) 21     | Maestra della paura                   | Scare Master                        | 31 ottobre 2015   | 15 dicembre 2015  |
| (113) 22     | Che cosa combina Discord?             | What About Discord?                 | 7 novembre 2015   | 24 dicembre 2015  |
| (114) 23     | Lite tra vicini                       | The Hooffields and McColts          | 14 novembre 2015  | 10 gennaio 2016   |
| (115) 24     | La pony Pop Star                      | The Mane Attraction                 | 21 novembre 2015  | 10 gennaio 2016   |
| (116) 25     | Salviamo i Cutie-Mark                 | The Cutie Re-Mark - Part 1          | 28 novembre 2015  | 10 gennaio 2016   |
| (117) 26     | Salviamo i Cutie-Mark - Seconda parte | The Cutie Re-Mark - Part 2          | 28 novembre 2015  | 10 gennaio 2016   |

## Dettagli episodi

### The Cutie Map - Part 1
- Titolo italiano (Cartoonito): La cutie-mappa - Parte 1
- Regia:  Jayson Thiessen, Jim Miller
- Sceneggiatura: Meghan McCarthy, Scott Sonneborn ed M.A. Larson
- Storyboard: Cory Toomey & Katrina Hadley

Mentre Twilight e le sue amiche stanno visitando il nuovo castello, giungono nella sala dei troni, dove sedendosi su di essi attivano una mappa di Equestria che mostra i problemi di amicizia nelle città e tra i pony che ci vivono. In quel momento si materializzano delle copie dei loro cutie mark che indicano un punto preciso della mappa: un deserto vicino alle Montagne di cristallo. Le sei amiche decidono di partire verso il luogo ai confini di Equestria. Giunte a destinazione, trovano un villaggio che all'inizio sembra un posto tranquillo e anche un po' noioso, fino a quando non notano che tutti i pony hanno lo stesso cutie mark: il simbolo dell'uguale. Tutte loro deducono che c'è qualcosa che non va e che ci sia qualcosa sotto per la loro allegra accoglienza, tranne Fluttershy, che pensa genuinamente che siano cordiali e gentili senza un doppio fine. Le sei amiche iniziano a fare amicizia con i pony del villaggio conoscendo la loro leader, Starlight Glimmer, che mostra loro che la "vera amicizia" è basata sul principio dell'uguaglianza. Starlight spiega che tutti i pony che abitano nel villaggio hanno "rinunciato" ai loro cutie mark lasciandoli in una grotta vicina, con lo scopo di essere tutti uguali, senza talenti particolari. Secondo lei, grazie a questa rinuncia e all'uguaglianza, non ci sono scontri né litigi di alcun tipo. Le protagoniste si incontrano segretamente con alcuni pony che mettono in dubbio le idee di Starlight, e chiedono il loro aiuto. Quando le sei amiche cercano di recuperare i cutie mark recandosi alla grotta, vengono attirate in una trappola e Starlight si impossessa dei loro i cutie mark con un oggetto magico da lei chiamato "Bastone dell'Uguaglianza" (e spacciato come il nono artefatto della maga Meadowbrook), procurando dolore alle proprietarie e imprigionandoli nella teca dei cutie mark con gli altri.

### The Cutie Map - Part 2
- Titolo italiano (Cartoonito): La cutie-mappa - Parte 2
- Regia: Jayson Thiessen, Jim Miller
- Sceneggiatura: Meghan McCarthy, Scott Sonneborn ed M.A. Larson
- Storyboard: Christine Cunningham & Dave Wiebe

Senza i loro cutie mark, le protagoniste vengono rinchiuse in un'inquietante casetta dotata di altoparlante (che ripete il "credo" di uguaglianza) mentre Starlight e gli altri pony, che adorano avere nuovi amici, attendono che esse accettino la loro filosofia di vita. Le sei, senza i loro talenti e quasi private di personalità, decidono di mandare Fluttershy, che è stata la più fiduciosa nei cittadini, a convincere Starlight che lei abbia accettato la sua filosofia, al fine di aiutare le altre a fuggire. Dopo averla ospitata a casa sua, Starlight riceve da Double Diamond i cutie mark delle protagoniste. Fluttershy esce fuori di casa e scopre che Starlight non ha mai rinunciato al suo cutie mark, avendolo ricoperto di trucco rosa e avendoci dipinto sopra il simbolo di uguaglianza. Quando il giorno dopo Starlight si reca a visitare le cinque amiche-nemiche, Twilight le rivela che è pronta ad adottare la sua filosofia di vita. In realtà non è vero, e Fluttershy rovescia addosso a Starlight Glimmer un secchio d'acqua, rivelando al resto del villaggio il suo vero cutie mark. Si scopre che l'aveva mantenuto perché aveva bisogno della propria magia per privare gli altri pony del loro marchio, e quindi il Bastone dell'Uguaglianza era fasullo, come aveva immaginato Twilight. Gli abitanti del villaggio, infuriati con lei, la costringono a rifugiarsi in casa e a scappare, e si recano alla grotta per recuperare i loro cutie mark. Starlight, però, fugge con i cutie mark delle protagoniste, ma Double Diamond, Night Glider, Party Favor e Sugar Belle, diventati loro amici, riescono a fermare Starlight e a liberare i cutie mark. Starlight, furiosa con loro, prova a lanciare un incantesimo ma viene dissolto da Twilight che le spiega che cosa sia la vera amicizia. Lei non le dà ascolto e si dilegua all'interno di una grotta. Successivamente, nel villaggio si festeggia il ritrovamento dei cutie mark, e proprio in quel momento quelli delle protagoniste iniziano a brillare. Esse apprendono che il problema di amicizia è stato risolto, e si uniscono ai festeggiamenti.

### Castle Sweet Castle
- Titolo italiano (Cartoonito): Castello dolce castello
- Regia: Jayson Thiessen, Jim Miller
- Sceneggiatura: Joanna Lewis e Kristine Songco
- Storyboard: Carrie Mombourquette e Jason Horychun

Twilight non si sente a suo agio nel nuovo castello, così decide di aiutare le altre per distrarsi un po'. Le sue amiche però vogliono farla sentire a casa sua, quindi convincono Spike a trattenerla mentre loro si dedicano a ristrutturare totalmente il castello, con poster di Wonderbolts, animaletti, decorazioni preziose, buffet a base di mele e palloncini colorati, ma questo non migliorerà le cose. Capendo alla fine quanto Twilight senta la mancanza della vecchia Biblioteca Quercia Dorata, decidono di mettere nella Sala dei Troni un lampadario fatto con le radici della biblioteca, a cui sono appesi dei cristalli in cui sono conservati i ricordi di tutte loro da quando Twilight è arrivata a Ponyville.

### Bloom & Gloom
- Titolo italiano (Cartoonito): L'incubo dei cutie mark
- Regia: Jayson Thiessen, Jim Miller
- Sceneggiatura: Josh Haber
- Storyboard: Jen Davreaux e Nicole Wang

Dopo aver saputo che Babs ha ottenuto il suo cutie mark (un paio di forbici), Apple Bloom è molto ansiosa di ottenere il suo e mille pensieri le invadono la mente. Applejack le spiega che il suo cutie mark non la cambierà e la tranquillizza. Il giorno dopo, Apple Bloom va in cucina e, con sua grande sorpresa, scopre di aver ottenuto il cutie mark. Felice, ma anche un po' confusa, decide di metterlo alla prova. Rappresenta un macchinario che serve a cacciare via delle "Cinguettermiti" che provocano scosse e scintille nei frutteti. Non è proprio il lavoro che ha sempre sognato di fare, ma decide di mantenere quel ruolo, finché Diamond Tiara e Silver Spoon non la scoprono e la deridono, affermando che è il cutie mark più rivoltante di tutti. Apple Bloom molla il macchinario e corre via, finendo in una fitta foresta, dove una voce la tormenta e le cancella il cutie mark. Nel frattempo, le Cinguettermiti si sono liberate dal barattolo dove Apple Bloom le aveva rinchiuse e creano il panico, distruggendo e fulminando tutto. Tra urla, panico e terrore, la piccola pony si sveglia di soprassalto, scoprendo che era solo un sogno. Giunta in cucina, Applejack le dice che ha ottenuto il cutie mark. Questa volta, rappresenta una pozione. Apple Bloom eccitata corre dalle sue amiche, ma queste la informano che non può più far parte del club ora che ha un cutie mark, così la cacciano via. Di colpo, la piccola puledrina si risveglia. Anche quello era stato solo un sogno. Ma anche questa volta, in cucina Applejack le fa notare che ha ottenuto il cutie mark e che rappresenta un delfino. Applejack, Granny Smith e Big Mac si riuniscono e decidono che lei non può essere una vera Apple se non possiede un cutie mark che rappresenta qualcosa legato alle mele. Apple Bloom viene cacciata via e lasciata sola nella foresta, di nuovo. Ancora una volta, la voce la provoca e Apple Bloom non riesce più a sopportarla. Appare Princess Luna che le spiega che è tutto un sogno e che la voce che la tormenta è solo la sua ombra, dopodiché incontrano Sweetie Belle e Scootaloo con cui decidono di fare un regalo a Babs per fare in modo che non si senta sola perché non è più una Crusaider.

### Tanks for the Memories
- Titolo italiano (Cartoonito): Fermiamo l'inverno!
- Regia: Jayson Thiessen, Jim Miller
- Sceneggiatura: Cindy Morrow
- Storyboard: Jason Horychun e Carrie Mombourquette

Rainbow Dash è entusiasta di passare il suo primo inverno con il suo animale domestico Tank fino a quando viene a sapere da Fluttershy che dovrà andare in letargo per l'inverno. Rainbow cerca allora di fermare l'inverno, ma non può trattenere gli sforzi dei laboriosi pegaso meteo. Le viene poi l'idea di sabotare la fabbrica meteorologica di Nuvola City, ma inavvertitamente finisce per creare una bufera di neve che accelera l'inverno. Il resto dei suoi amici arriva a casa sua per tirarle su il morale, ma i loro tentativi sono vani. Dopo averle detto che questo è ciò che deve essere fatto per la salute di Tank, Rainbow accetta con riluttanza di lasciare Tank in letargo, ma rimane vicino a quel luogo per un po' di tempo per leggergli una storia della buonanotte e aiutarlo a prendere sonno.

### Appleoosa's Most Wanted
- Titolo italiano (Cartoonito): Il ricercato numero uno di Appleloosa
- Regia: Jayson Thiessen, Jim Miller
- Sceneggiatura: Dave Polsky
- Storyboard: Christine Cunningham e Dave Wiebe

Applejack vieta alle Cutie Mark Crusaders di partecipare ad un rodeo a Appleloosa quando Trouble Shoes, un fuorilegge locale, ha rovinato la mostra. Le Crusaders tuttavia hanno un obiettivo: trovare il fuorilegge e consegnarlo alla giustizia, guadagnando i loro cutie mark. Quando trovano Trouble Shoes, scoprono che è un pony di buon cuore ma goffo che causa problemi per caso, accusando la sua sfortuna al suo cutie mark. Egli si impegna a condurre le Crusaders in città, ma è catturato dallo sceriffo Silverstar, da Applejack e da alcuni loro aiutanti che lo accusano di voler rapire le Crusaders. Esse, poi, riescono a liberare il fuorilegge e lui, travestito da pagliaccio da rodeo, entra nel rodeo come ha sempre voluto, convincendosi di vedere il suo cutie mark in modo più positivo. Durante la sua performance viene scoperto, ma gli altri pony sono intrattenuti dal suo numero e lo perdonano. Le Crusaders sono felici di aver aiutato Trouble Shoes, tuttavia però essendo scappate di nascosto devono ripulire tutto il disastro che quest'ultimo ha combinato per punizione.

### Make New Friends But Keep Discord
- Titolo italiano (Cartoonito): Non ti scordar di Discord
- Regia: Jayson Thiessen, Jim Miller
- Sceneggiatura: Natasha Levinger
- Storyboard: Nicole Wang e Sabrina Alberghetti

Mentre si avvicina il Gran Galà Galoppante, Discord è costernato nell'apprendere che Fluttershy ha già invitato un'altra amica, Tree Hugger, invece di lui. Rifiutandosi di mostrare la sua gelosia, Discord architetta un piano per andare al Gala, portando con sé il suo amico, lo Smooze, una creatura simile a melma che cresce mangiando gemme. Al Gala, Discord tenta nuovamente di convincere Fluttershy a parlare con lui oltre che con Tree Hugger, ma nel frattempo lo Smooze entra in una stanza piena di tesori, divorandoli, e diventando sempre più grande. Lo Smooze digerisce i tesori, e ben presto la sua forma inonda il Gala, ma Tree Hugger lo fa tornare ad uno stato innocuo con della musica rilassante. Infuriato, Discord minaccia di inviare Tree Hugger in una dimensione diversa, ma Fluttershy gli ricorda che tutti possono avere diversi amici per parlare di cose diverse con essi. Discord si scusa sia con Fluttershy che con Tree Hugger e fa ritornare lo Smooze alla normalità.

### The Lost Treasure of Griffonstone
- Titolo italiano (Cartoonito): Il tesoro perduto di Griffonstone
- Regia: Jayson Thiessen, Jim Miller
- Sceneggiatura: Amy Keating Rogers
- Storyboard: Jen Davreaux e Mike Myhre

La mappa dei cutie mark nel castello di Twilight manda Rainbow Dash e Pinkie Pie nell'antico regno di Griffonstone, per risolvere un problema d'amicizia. Quando le due arrivano, trovano la città abbandonata a se stessa da quando il tesoro-simbolo della città, è stato rubato da un mostro e gettato in un baratro. Le due, poi, incontrano l'ex amica di Rainbow Dash, Gilda, che è ancora risentita dalla sua visita a Ponyville. Rainbow Dash decide di andare a recuperare il tesoro nel baratro, credendo che così ripristinerà l'antico splendore di Griffonstone, mentre Pinkie rimane per aiutare i grifoni a riscoprire l'amicizia, a partire da Gilda e aiutandola a migliorare la ricetta dei suoi dolci. Quando Rainbow Dash rimane bloccata nella voragine, Pinkie convincere Gilda che lei è ancora amica di Rainbow Dash, e le due lavorano insieme per salvarla. Nel baratro, Gilda trova il tesoro perduto in bilico su una sporgenza vicina, ma sceglie di salvare Rainbow Dash e Pinkie, dicendo loro che sono più importanti di un banale oggetto, mentre il tesoro cade nel baratro. Una volta tornate al villaggio, Gilda chiede loro scusa per il comportamento mostrato durante la festa a Ponyville. Così facendo, recupera l'amicizia con Rainbow Dash e guadagna anche quella di Pinkie Pie. Infine, mentre le due pony tornano a casa, grazie al suggerimento di Pinkie, Gilda inizia a fare amicizia con gli altri grifoni.

### Slice of Life
- Titolo italiano (Cartoonito): Matrimonio a Ponyville
- Regia: Jayson Thiessen, Jim Miller
- Sceneggiatura: M.A. Larson
- Storyboard: Jason Horychun e Katrina Hadley

Cranky Doodle Donkey e Matilda hanno intenzione di sposarsi il giorno dopo, ma, guardando un invito, si rendono conto dell'errore commesso da Derpy, l'incaricata di stampare gli inviti, che ha anticipato per sbaglio il matrimonio al giorno stesso. Poiché ormai gli inviti sono già stati distribuiti, i due decidono di sposarsi quel giorno. Nel frattempo, mentre le Mane 6 combattono contro un Orsinsetto che è penetrato a Ponyville, altri abitanti della città si occupano di preparare il matrimonio, in particolare: Derpy cerca i fiori, Octavia e DJ Pon-3 si occupano della musica, il Dottore porta dei fuochi d'artificio molto particolari e Lyra e Bon Bon si occupano delle decorazioni. Poco dopo, però, Bon Bon rivela a Lyra di essere in realtà Sweetie Drops, un agente segreto proveniente da Canterlot, e quindi si va a nascondere dietro ad altri cittadini per osservare tutti i movimenti dell'Orsinsetto. Infine, il matrimonio dei due viene celebrato in municipio dal sindaco e tutti fanno festa.

### Princess Spike
- Titolo italiano (Cartoonito): La "principessa" Spike
- Regia: Jayson Thiessen, Jim Miller
- Sceneggiatura: Neal Dusedau
- Storyboard: Christine Cunningham e Dave Wiebe

Princess Twilight, esausta dopo aver preparato ed ospitato una delegazione nell'ambito dell'amicizia, decide di andare a riposarsi. Proprio per questo, Princess Cadance affida a Spike il compito di sorvegliare Twilight stando attento che nessuno la disturbi. Ma quando i vari delegati cominciano a cercare Twilight per risolvere delle questioni d'amicizia, Spike inizia a dare consigli ai pony, che a loro sembrano corretti e saggi. Vedendo di quanto sia bello essere ascoltato dagli altri, Spike decide di completare altri compiti di Twilight al suo posto ma oltre a ciò ottiene ľ opportunitá di svolgere altre attività che i delegati si impegnano a svolgere al meglio perché "per la principessa". Le sue decisioni sbagliate portano contemporaneamente una catena di disastri in tutta Canterlot, causando la rabbia dei delegati che decidono di andare da Twilight per ricevere spiegazioni. Spike riesce a tenerli fuori dalla stanza di Twilight, ma quando si sveglia scopre i problemi causati da Spike. Egli allora si scusa con i delegati, ed essi lo aiutano a risistemare una statua cerimoniale a base di pietre preziose per dimostrare a Spike che non importa quanto grande o piccolo sia il suo ruolo, ma che tutti possono lavorare insieme per creare qualcosa di bello.

### Party Pooped
- Titolo italiano (Cartoonito): Una festa difficile
- Regia: Jayson Thiessen, Jim Miller
- Sceneggiatura: Nick Confalone
- Storyboard: Sabrina Alberghetti e Nicole Wang

Uno dei vertici dell'amicizia, il principe yak Rutherford, è in visita a Ponyville ma la visita si trasforma subito in un disastro quando i pony non riescono a ripetere le tradizioni e per via di questo gli yak si arrabbiano e dichiaranno guerra. Sotto pressione per la sua incapacità di placare gli yak, Pinkie Pie decide che deve portare qualcosa dalla loro terra natale di Yakyakistan per farli sentire a casa. Così si imbarca in un viaggio attraverso tutta Equestria e riceve aiuto da vari pony, ma quando raggiunge le porte dello Yakyakistan, scivola accidentalmente e torna a casa su una slitta. Pinkie è disperata perché tutto il suo lavoro è andato sprecato, ma venendo ispirata dalle sue amiche per hanno apprezzato il suo duro lavoro per condividere la propria tradizione dell'amicizia decide di fare la stessa cosa con gli yak, che si commuovono e fanno la pace con i pony.

### Amending Fences
- Titolo italiano (Cartoonito): Rimediare agli sbagli
- Regia: Jayson Thiessen, Jim Miller
- Sceneggiatura: M.A. Larson
- Storyboard: Corey Toomey e Aynsley King

Twilight rimane sconvolta dopo quello che Spike ha detto, ovvero che non ha mai legato con le sue ex-amiche della scuola di Canterlot prima di trasferirsi a Ponyville e diventare la principessa di amicizia, così decide di tornare con Spike per rimediare. Sebbene la maggior parte delle sue amiche sono felici di rivederla, viene a sapere che Moondancer, un'altra sua ex-amica che condivide con lei il suo interesse per lo studio, è diventata una reclusa da quando Twilight si allontanò poco dopo rifiutando di venire ad una festa preparata da Moondancer in modo che Twilight diventasse sua amica. Moondancer respinge tutti gli sforzi di Twilight per ritornare ad essere sua amica perché è ancora arrabbiata ed ha il cuore spezzato per essere stata ingnorata dalla sua amica. Con l'aiuto di Pinkie Pie, Twilight invita Moondancer ad un altro party facendole incontrare le altre ed grazie a questo la convince ad accettare finalmente le scuse e rinsalda l'amicizia con Twilight.

### Do Princesses Dream of Magic Sheep?
- Titolo italiano (Cartoonito): Paura di sognare
- Regia: Jayson Thiessen, Jim Miller
- Sceneggiatura: Scott Sonneborn
- Storyboard: Nicole Wang e Sabrina Alberghetti

Nei sogni di Princess Luna abita il Tantabus, un mostro di fumo parassita che trasforma i sogni in incubi. Durante un sogno dove Luna torna a essere Nightmare Moon e viene sconfitta da Twilight e le sue amiche, il Tantabus fugge nei sogni di queste ultime. Così, per risolvere questo problema, Luna entra nei loro sogni per prendere il Tantabus prima che possa crescere e divenire abbastanza potente per diffondere la sua influenza nel mondo reale. Purtroppo infetta tutta Ponyville quando Pinkie Pie sogna di condividere un gelato con la città. Per riuscire a risolvere questo guaio a Twilight viene un'idea: chiedere a Luna di unire i sogni di ogni pony in uno solo, al fine di trovarlo. Nonostante gli sforzi degli abitanti per intrattenere il Tantabus, costui cresce di più quando Luna si incolpa per averlo creato come auto-punizione per le sue azioni che ha commesso quando in passato era la strega delle tenebre Nightmare Moon. Twilight capisce che è l'inconsapevolezza di Luna che fa diventare enorme il Tantabus, e comprende che per fermarlo Luna deve perdonare se stessa. Nel momento in cui si perdona il Tantabus scompare, e finalmente può dormire facendo sogni tranquilli.

### Canterlot Boutique
- Titolo italiano (Cartoonito): La boutique di Canterlot
- Regia: Denny Lu
- Sceneggiatura: Amy Keating Rogers
- Storyboard: Mike West e John Young

Rarity realizza il suo sogno di aprire la sua boutique a Canterlot. In quello stesso giorno realizza una varietà di abiti, ma la sua manager Sassy Saddles si concentra solo sulla commercializzazione di un vestito particolare, e aumenta il prezzo dei vestiti di Rarity. Per via di questo Rarity decide di non far pagare ai cittadini i suoi vestiti, e questo causa la perdita nella sua passione per la sartoria. Sentendosi in colpa nonostante il suo successo, Rarity decide di chiudere la boutique con una vendita di tutti i suoi abiti invenduti, che successivamente risultano essere altrettanto un successo come il suo vestito originale. Questo rinvigorisce Rarity e viene convinta da tutti a tenere il negozio aperto sotto la gestione di Sassy, che si ispira a seguire l'esempio di Rarity.

### Rarity Investigates!
- Titolo italiano (Cartoonito): Rarity, l'investigatrice
- Regia: Denny Lu
- Sceneggiatura: Meghan McCarthy, M.A. Larson, Joanna Lewis e Kristine Songco
- Storyboard: Nicole Wang e Sabrina Alberghetti

Rainbow Dash viene accusata di aver mandato Saetta su una via sbagliata per sostituirla in una dimostrazione aerea degli Wonderbolts e volare accanto al suo idolo Wind Rider. Rarity indaga sul reato per dimostrare l'innocenza di Rainbow Dash, ma la sua costante abitudine di recitare un mistero fa dubitare Rainbow Dash che lei non stia prendendo le cose sul serio. Nonostante questo, Rarity riesce con successo ad identificare il vero colpevole e in quel momento Wind Rider confessa tutto, dicendo ai Wonderbolts che è stato lui ad incastrare Rainbow Dash per non perdere il suo record di velocità di volo. Rainbow Dash viene scagionata dalle accuse, mentre Wind Rider viene cacciato dagli Wonderbolts e permettono a Rainbow Dash di prendere il suo posto nell'esibizione, infine Rainbow Dash chiede scusa a Rarity per aver dubitato di lei.

### Made in Manehattan
- Titolo italiano (Cartoonito): Frenesia a Manehattan
- Regia: Denny Lu
- Sceneggiatura: Noelle Benvenuti
- Storyboard: Jocelan Thiessen e Mike Myhre

La mappa manda Applejack e Rarity a Manehattan, dove trovano la loro amica Coco che ha bisogno del loro aiuto per preparare la comunità teatrale nel suo quartiere. Purtroppo non riescono a trovare nessun volontario che possa assisterli, così decidono di aiutare Coco da sole. Applejack si assume il compito di riparare il teatro abbandonato presso il parco locale, ma non riesce a finire prima del tempo previsto. Così costruisce un piccolo palcoscenico al di fuori del parco, dove vengono attratti i passanti con uno spettacolo che rappresenta la creazione del teatro originale. Lo spettacolo riscuote un successo strepitoso e ispira i cittadini di Manehattan a fare di più per la loro comunità.

### Brotherhooves Social
- Titolo italiano (Cartoonito): Conta su di me
- Regia: Denny Lu
- Sceneggiatura: Dave Polsky
- Storyboard:

La storia si svolge parallelamente agli avvenimenti raccontati nell'episodio precedente Made in Manehattan. Apple Bloom è delusa dal fatto che Applejack è dovuta andare a Manehattan prima che potessero partecipare alla Fiera della Sorellanza insieme. Per questo Big Macintosh decide di partecipare al concorso al posto di Applejack travestendosi da una cugina inesistente, però così facendo mette Apple Bloom in imbarazzo e nello stesso momento semina inavvertitamente caos al concorso in modo da poter trascorrere un po' di tempo con Apple Bloom, però così facendo vengono squalificati. Ma subito dopo fanno pace e nello stesso momento Big Macintosh ammette che gli manca poter trascorrere un po' di tempo insieme ad Apple Bloom e lo stesso vale anche per Applejack.

### Crusaders of the Lost Mark
- Titolo italiano (Cartoonito): Le Crusaders del Cutie Mark perduto
- Regia: Denny Lu
- Sceneggiatura: Amy Keating Rogers
- Storyboard:

Le Cutie Mark Crusaders aiutano il loro compagno Pipsqueak a diventare presidente di classe e a battere Diamond Tiara, che viene rimproverata dalla ricca madre perché convinta che non sia in grado di riuscire a vincere. Decisa a non deludere ancora una volta i suoi genitori, Diamond Tiara si ritrova ad essere aiutata dalle Crusaders che decidono di aiutarla a cambiare così da poter guadagnare l'amicizia dei suoi compagni di classe. Mentre si trovano nel loro rifugio con Diamond Tiara, arriva Pipsqueak che dice loro di non voler più diventare presidente anche a causa della mancanza di soldi per sistemare il parco giochi della scuola come aveva promesso. Diamond Tiara ascolta tutta la conversazione e così corre a scuola nel tentativo di sostituirlo e riconquistare così il favore della madre, ma grazie all'intervento delle Crusaders, Diamond Tiara decide di non candidarsi e chiede a sua madre i fondi necessari per sostituire le attrezzature della scuola. Dopo aver aiutato i loro compagni e aver capito che il loro talento è quello di aiutare gli altri a capire il significato del proprio cutie mark, le Crusaders ottengono finalmente i loro cutie mark.

### The One Where Pinkie Pie Knows
- Titolo italiano (Cartoonito): Il segreto di Pinkie Pie
- Regia: Denny Lu
- Sceneggiatura: Gillian M. Berrow
- Storyboard:

Quando i signori Cake ricevono un ordine dall'impero di Cristallo da parte di Princess Cadance, Pinkie Pie scopre che verranno a Ponyville per annunciare che avranno un puledro e quindi è costretta a mantenere il segreto. Così le sue amiche cominciano a preparare una stanza per Shining Armor e Cadance, in questo Pinkie Pie trova estremamente difficile mantenere il segreto. Quando i due finalmente arrivano, lei prepara degli indizi per Twilight e le altre in modo che ricevano un premio a sorpresa e per via di questo Pinkie, che non riesce più a mantenere il segreto, risponde in modo aggressivo agli enigmi, ma quando Twilight e le altre scoprono il segreto entrando nella pasticceria rimangono stupite della sorpresa e grazie a questo Pinkie si sente sollevata per essere riuscita a mantenere il segreto.

### Hearthbreakers
- Titolo italiano (Cartoonito): Una grande famiglia
- Regia: Denny Lu
- Sceneggiatura: Nick Confalone
- Storyboard:

Applejack e Pinkie e le loro famiglie vogliono passare insieme la Festa del Fuoco dell'Amicizia alla fattoria delle rocce con la sua famiglia. Gli Apple quando incontrano la famiglia Pie composta dalla sorella maggiore Limestone Pie, la minore Marble Pie, la loro madre Cloudy Quartz e il loro papá Igneous Rock, son straniti dal fatto che abbiano un diverso pranzo, non aprono regali e i pupazzetti delľ amicizia sono pietre scolpite. Applejack, dopo un gioco, vuole provare a ravvivare l'atmosfera, decorando la fattoria e provando a far provare ai Pie le tradizioni degli Apple ma su avvertimento di Maud fa cadere Holder's Boulder, un'enorme pietra a cui i Pie sono legati. Rendendosi conto di aver rovinato la festa, Applejack e la sua famiglia decidono di tornare a Ponyville, ma Granny Smith capisce che Holder era un elemento importante della famiglia di Pinkie a cui va il merito al bis-bis-bisnonno di Pinkie Pie Holder Cobblestone di aver fondato la fattoria e che porta fortuna per i Pie. Grazie al consiglio di Granny Applejack decide di tornare alla fattoria e chiede scusa a Pinkie e alla sua famiglia per aver rovinato tutto e insieme alla sua famiglia si offrono di condividere tradizioni e poi li aiutano a spingere Holder's Boulder e rimetterlo di nuovo al suo posto. Le due famiglie poi nella casa si godono la Festa delľ Amicizia con dolci, poesie e regali.

### Scare Master
- Titolo italiano (Cartoonito): Maestra della paura
- Regia: Denny Lu
- Sceneggiatura: Natasha Levinger
- Storyboard:

Fluttershy è costretta ad uscire durante la festa della Notte degli Incubi per comprare del cibo per Angel, invece di rimanere chiusa in casa come al solito. Quindi decide di utilizzare questo come un'opportunità per unirsi ai suoi amici e ai festeggiamenti, mettendo insieme un'attrazione dell'orrore per evitare che la sua natura eccessivamente timorosa rovini il divertimento per loro. Il suo primo tentativo è inferiore alle aspettative e quindi, per evitare di rovinare la festa alle sue amiche, dice loro di andarsene via e che non si devono preoccupare per lei, ma con l'aiuto dei suoi amici animali, aggiunge una sezione terrificante, dove lei stessa travestita da Flutterbut e con i suoi animali sorprendere le altre protagoniste. Anche se a loro è piaciuto, Fluttershy si rende conto di sentirsi a disagio nello spaventare gli altri e decide di finirla di fare qualcosa che odia.

### What About Discord?
- Titolo italiano (Cartoonito): Che cosa combina Discord?
- Regia: Denny Lu
- Sceneggiatura: Neal Dusedau
- Storyboard:

Twilight ritorna dopo aver trascorso tre giorni per riorganizzare la sua biblioteca con Spike ma proprio in quel momento scopre che le sue amiche hanno trascorso una giornata immemorabile e divertente con Discord. Rifiutando di ammettere la sua gelosia per non essere stata invitata, decide di indagare su come le sue amiche siano diventate amiche di Discord, e quindi per farsi accettare di nuovo decide di ricreare il loro week-end come un "esperimento". Quando nota che le sue amiche e Discord non sono in grado di riprodurre esattamente l'evento passato insieme, Twilight crede che quest'ultimo gli abbia lanciato un incantesimo, decide di preparare una pozione per capire se è vero quello che pensava ma quando le sue amiche scoprono le sue intenzioni la accusano di aver incolpato Discord ingiustamente. A quel punto Twilight ammette la sua gelosia e si scusa con loro ammettendo che, per lei essere la principessa dell'amicizia, non le dà il diritto di sentirsi gelosa. A questo punto le sue amiche la perdonano, e dopo averle detto che anche se è la principessa dell'amicizia può sentirsi gelosa si scusano con lei per averla fatta sentire esclusa, Discord allora le rivela di aver convinto le altre a non invitarla per insegnarle un importante lezione di come essere una principessa dell'amicizia. Dopo aver scoperto la verità le Mane 6 fanno uno scherzo a Discord facendolo sentire escluso, alla fine tutti si uniscono in un grande abbraccio.

### The Hooffields and McColts
- Titolo italiano (Cartoonito): Lite tra vicini
- Regia: Denny Lu
- Sceneggiatura: Joanna Lewis e Kristine Songco
- Storyboard:

La mappa manda Twilight e Fluttershy ad aiutare due famiglie in lotta in una valle all'interno del Smokey Mountains. Infatti la valle è nel caos più totale da quando le due famiglie stanno lottando per un motivo che non si sa quale sia, allora Twilight ritiene che questo sia un problema semplice da risolvere e quindi cerca di convincere le due famiglie di smettere. Tuttavia, le due famiglie ignorano i consigli di Twilight ed continuano a lottare, perché hanno dimenticato il motivo per cui stanno lottando. Fluttershy viene a sapere dagli animali della zona che non hanno una casa dove vivere da quando le due famiglie hanno iniziato a lottare, su un argomento meschino. Grazie a questo le due famiglie capiscono che questa lotta è inutile, così ospitano gli animali nelle loro case. Una volta completata la missione Twilight e Fluttershy tornano a casa contente.

### The Mane Attraction
- Titolo italiano (Cartoonito): La pony Pop Star
- Regia: Denny Lu
- Sceneggiatura: Amy Keating Rogers
- Storyboard:

Al Giardino Dolci Mele si sta preparando un concerto di beneficenza a cui prenderà parte Countess Coloratura, famosa cantante pop e amica d'infanzia di Applejack. Nella confusione, Applejack viene a sapere dalle sue amiche che Coloratura ha la fama di essere ritenuta una diva glamours e molto esigente, rispetto alla pony umile che era una volta. Scopre comunque che è rimasta la stessa pony gentile di allora e che in realtà tutte le decisioni sono prese dal suo manager Svengallop, che sfrutta il suo successo per interesse personale. Quando Applejack e le sue amiche mostrano a Coloratura chi è veramente, lo licenzia dal suo ruolo di manager. Incoraggiata dalle parole di Applejack ad essere se stessa, Coloratura canta un inno sulla sincerità che riscuote un grande successo tra il pubblico. Come segno di gratitudine, invita Applejack a terminare il concerto con lei come ai vecchi tempi.

### The Cutie Re-Mark - Part 1
- Titolo italiano (Cartoonito): Salviamo i Cutie Mark
- Regia: Denny Lu
- Sceneggiatura: Josh Haber
- Storyboard:

Durante una conferenza sulla magia dei cutie mark, Twilight crede di aver visto Starlight Glimmer. Racconta ciò a Spike, che deduce che sia ritornata per vendicarsi di lei e delle sue amiche. Nella sala dei troni trovano Starlight che altera, con l'incantesimo del tempo (modificato) di Starswirl, la storia di Equestria sabotando la mappa. Arrivando al campo di volo estivo Starlight ferma Rainbow Dash puledrina, nel tentativo di compiere l'Arcoboom Sonico. Twilight e Spike la seguono ma non riescono ad impedirle di rovinare la gara. Il portale si riapre conducendo Spike e Twilight in un'Equestria contro Re Sombra. La Cutie- Mappa, intanto, è rimasta nello stesso punto e per via di ciò Twilight riesce a utilizzare l'incantesimo di Starswirl il Barbuto e i due decidono di attraversare il portale impedendo a Starlight di sabotare la gara, ma lei infatti impedisce ai due bulletti di prendere in giro Fluttershy, così che Rainbow non avrebbe partecipato alla gara, e Spike e Twilight finiscono in un futuro dove Equestria è governata da Queen Chrysalis che è in lotta con Zecora la quale guida la resistenza al suo dominio.

### The Cutie Re-Mark - Part 2
- Titolo italiano (Cartoonito): Salviamo i Cutie Mark - Seconda parte
- Regia: Denny Lu
- Sceneggiatura: Josh Haber
- Storyboard:

Rimanendo intrappolati da Zecora e Crysalis che sono in lotta, Twilight e Spike lottano in ogni modo per fermare i tentativi di Starlight nell'alterare il passato, che lo modifica di continuo e crea versioni molto peggiori. Equestria infatti viene dominata dai cattivi, come Nightmare Moon che vuole conoscere e usufruire dei segreti dell'incantesimo del tempo di Twilight; Tirek, il quale devasta Equestria; Discord, che trasforma Equestria in un "gioco"; i fratelli Flim e Flam che spianano Equestria. Twilight e Spike mostrano a Starlight come le sue azioni stiano devastando Equestria. Starlight si rifiuta di crederci e quindi per convincerla, Twilight e Spike le mostrano la sua infanzia: era stata separata dal suo amico Sunburst il giorno in cui ha guadagnato il suo cutie mark, andando a studiare alla scuola di Celestia per unicorni dotati di grande talento. Vedendo questo, Twilight comprende molte cose sul passato di Starlight Glimmer e che la sua paura più grande era quella di perdere i suoi amici a causa dei loro talenti diversi. Allora, la convince a dare un'altra possibilità all'amicizia divenendo sua amica: grazie a questa mossa, tornano nel "vero" presente. Per farla perdonare da tutti per le sue malefatte, Twilight decide di prenderla come sua studentessa e spiega a tutti per quale motivo si comportava così. Con questo gesto da parte di Twilight, tutti i suoi amici la perdonano e la accettano come nuova amica. E alla fine per celebrare la loro amicizia cantano una canzone che coinvolge ogni pony.